# Cybina
Cybina je malá řeka v Polsku ve Velkopolském vojvodství. Je to pravostranný přítok řeky Warty, do které se vlévá v Poznani v nadmořské výšce okolo 60 m. V tomto místě je také označována jako Kanál Ulgi.

## Průběh toku
Řeka pramení u vesnice Nekielka u obce Iwno přibližně v nadmořské výšce 120 metrů a její délka činí 43 kilometrů. Na řece se nachází několik umělých nádrží, z nichž největší je Jezioro Swarzędzkie. Na dolním toku bylo na řece v Poznani ve 40. a 50. letech 20. století vybudováno další umělé jezero Malta, což je největší vodní plocha v tomto městě.

### Přítoky
- Szklarka – pravostranný – 2,86 km
- Darzynka – leostranný – 6,25 km
- Struga – levostranný – 6,26 km
- Młynówka – pravostranný – 6,37 km
- Zielinka – pravostranný – 9,9 km